# أوتيس كالدويل
أوتيس كالدويل (بالإنجليزية: Otis Caldwell)‏ هو مدرب رياضي أمريكي، ولد في 1869 في لبنان في الولايات المتحدة، وتوفي في 1947.